# Soós-Hradetzky Zoltán
Soós-Ruszka Hradetzky Zoltán (Budapest, 1902. április 16. - 1992. július 8., Kansas City) olimpiai bronzérmes magyar sportlövő.